# Backabo, Borås kommun
Backabo är en ort i Sandhults socken i Borås kommun. SCB hade från 1990 till 2023 för orten och bebyggelsen i södra delen av grannbyn definierat, avgränsat och namnsatt Backabo och Bäckebo södra (tidigare Backabo och del av Bäckebo) som en småort i Borås kommun i Västra Götalands län. Vid avgränsningen 2023 klassades orten son en del av tätorten Sandared.